# Thrasher
Thrasher är en subkultur som har sitt ursprung hos surfare, men som har spritts till skateboard, snowboard och andra typer av extremsport.
Musiken är surfrock, skatepunk, thrash metal, hardcore och hiphop.
Kläderna är ofta säckiga. Tatueringar är vanliga.
De "Thrashers" som lyssnar på thrash metal brukar ofta se annorlunda ut som den typiska hårdrockaren, tajta jeans, skinnjacka och långt hår. Dessa har bara förväxlats med extremsportskulturen och har egentligen inte mycket med den att göra. 